# 哥薩克村
哥薩克村（羅馬化：stanytsia）是哥萨克军团内的一个村庄也是其主要单位和军事定居点。尽管“哥薩克村”一词在现代用法中得以保留，但在相关历史背景下的哥薩克村却已在俄国革命后被系统性摧毁，当时内战和随后的斯大林时期土地集体化以及大屠杀破坏了哥薩克村的文化及其经济基础。